# او۵ (متروی برلین)
او۵ (آلمانی: U5) نام یکی از خطوط متروی برلین است که از ایستگاه الکساندرپلاتز برلین در برلین-میته شروع می‌شود و از فریدرایشسهاین, لایشتنبرگ، فریدرایشسفلده, کاولسدورف و هلرسدورف می‌گذرد و در نهایت در هونوو پایان می‌یابد.
برنامه‌ای برای اتصال این خط به ایستگاه راه‌آهن مرکزی برلین وجود دارد.